# Bruine schorpioenmier
De bruine schorpioenmier (Crematogaster sordidula) is een mierensoort uit de onderfamilie van de Myrmicinae. De wetenschappelijke naam van de soort is voor het eerst geldig gepubliceerd in 1849 door Nylander.